# Pigeon (Michigan)
Pigeon é uma vila localizada no estado americano de Michigan, no Condado de Huron.

## Demografia
Segundo o censo americano de 2000, a sua população era de 1207 habitantes.
Em 2006, foi estimada uma população de 1111, um decréscimo de 96 (-8.0%).

## Geografia
De acordo com o United States Census Bureau tem uma área de
2,1 km², dos quais 2,1 km² cobertos por terra e 0,0 km² cobertos por água.

## Localidades na vizinhança
O diagrama seguinte representa as localidades num raio de 20 km ao redor de Pigeon.